# Guante de béisbol

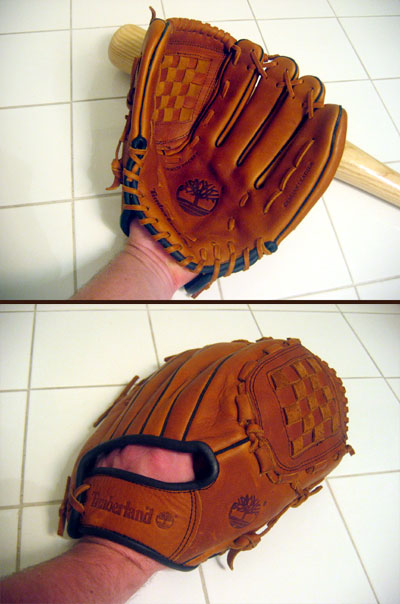
Hechura de cuero. Vista anterior y posterior.

El guante de béisbol, (también conocida como manopla de béisbol, o manilla) es una prenda, parte de la indumentaria defensiva utilizada por los jugadores de este deporte para auxiliar y proteger la mano al capturar la pelota que es lanzada por los demás jugadores de su propio equipo o por los batazos de sus contrarios. Anteriormente este deporte se jugaba a mano limpia. El primer guante que se conoció en el beisbol, lo fabricó un cátcher universitario, llamado Charles C. White en 1875.
En el béisbol, cada jugador emplea un solo guante y con la mano libre lanza la pelota. Por tanto, cada jugador, mientras está ocupando la posición defensiva, debe poseer un guante en la mano contraria a la que usa para lanzar la pelota. Es decir, si el jugador lanza la pelota con la mano derecha utiliza el guante en la mano izquierda y viceversa.
Consiste en una simulación de una mano humana hecha generalmente de cuero y apropiadamente acolchada contando con secciones para cada uno de los dedos de la mano. La manopla del catcher y el de primera base no consta de secciones para cada dedo. 
El receptor (en inglés "catcher") utiliza un guante de hasta 90 cm de circunferencia llamado manilla y su estructura es diferente a la de los guantes de los demás jugadores ya que, es quien debe recibir la pelota con mayor impulso de parte del lanzador, la cual en ocasiones va a más de 140 km. por hora. También se le denomina mascota. Por su parte, el jugador de primera base usa uno similar aunque un poco más pequeño que se le conoce como mascotín.
- Datos: Q809894
- Multimedia: Baseball gloves / Q809894